# Jablanica Lake
Jablanica Lake är en sjö i Bosnien och Hercegovina. Den ligger i den centrala delen av landet, 40 km väster om huvudstaden Sarajevo. Jablanica Lake ligger 283 meter över havet. Arean är 24,0 kvadratkilometer.
Följande samhällen ligger vid Jablanica Lake:
- Ribići (543 invånare)

I omgivningarna runt Jablanica Lake växer i huvudsak lövfällande lövskog. Runt Jablanica Lake är det ganska tätbefolkat, med 93 invånare per kvadratkilometer.